# Mistrzostwa Polski w triathlonie (1988)
Mistrzostwa Polski w triathlonie w 1988 – pierwsze w historii Polski mistrzostwa kraju w triathlonie, które odbyły się w czerwcu 1988 na jeziorze Kierskim w Poznaniu.

## Charakterystyka
Mistrzostwa rozgrywane były także w latach wcześniejszych, ale miały rangę zawodów ogólnopolskich, a nie mistrzostw kraju. Wystartowało w nich 68 zawodników, z których do mety (przystani ZHP w Kiekrzu) dotarło 54. Pokonali oni kilometr w wodzie, 90 kilometrów na rowerze i 21 kilometrów biegiem. 

## Wyniki
Zwycięzcy zawodów:
1. Mirosław Mizera, Warszawa, czas: 4:12:21 h,
2. Sławomir Słotwiński, Puławy, czas: 4:13:58 h,
3. Andrzej Nadkański, Pacholęta, czas: 4:17:59 h,
4. Bogdan Kord, Jurki, czas: 4:18:27 h[1].

Zwycięzcy w konkurencji pływanie:
1. Krzysztof Wawrzynkiewicz, Poznań,
2. Dariusz Czyżowicz, Szczecin,
3. Robert Zieliński, Poznań[1].

Zwycięzcy w konkurencji kolarstwo:
1. Waldemar Cebula, Wrocław,
2. Piotr Sadowski, Zakopane,
3. Jan Gaweł, Gdynia[1].

Zwycięzcy w konkurencji bieg:
1. Sławomir Słotwiński, Puławy,
2. Mirosław Mizera, Warszawa,
3. Dariusz Czyżowicz, Szczecin[1].

De facto trasę najszybciej pokonał Tadeusz Trochanowski z Warszawy, jednak podczas jazdy na rowerze komisja sędziowska dopatrzyła się u niego uchybień regulaminowych (wóz serwisowy wymienił mu koło w miejscu niedozwolonym). W geście solidarności, zwycięzca, Mirosław Mizera przekazał Trochanowskiemu swój puchar, co wywołało aplauz publiczności.